# Phytoecia vittipennis
Phytoecia vittipennis (син. Blepisanis vittipennis) је инсект из реда тврдокрилаца (Coleoptera) и фамилије стрижибуба (Cerambycidae). Припада потфамилији Lamiinae.

## Распрострањење и станиште
Распрострањена је на југоистоку Балканског полуострва, Кавказу и у Малој Азији. Ареал ове врсте се протеже од Румуније на северу, Албаније и Грчке на западу, Туркменистана и Ирана на истоку и Израела и Сирије на југу. У Србији је регистрована само на крајњем југу, у селу Миратовац (општина Прешево), мада се вероватно може наћи и северније, на подручју Националног парка "Ђердап". Настањује отворена и топла станишта, а имага се могу наћи на стабљикама трава. 

## Опис
Phytoecia vittipennis је дугaчка 7—10 mm. Тело, глава, пронотум и покрилца су црни, покривени белосивом пубесценцијом. У средњем делу покрилца, присутна је црвена шара, налик на врпцу, која се пружа паралелно са шавом покрилца, од базе па скоро до врха. Антене су црне или црнобраон. Ноге су жутоцрвене или црне.

## Биологија и развиће
Имага су активна од јуна до септембра. Развиће ове врсте је слабо проучено, а извори наводе дасе ларве хране биљкама из рода Achillea, пре свега Achillea arabica.